# 日本基督教團
日本基督教團（日语：／ Nihon Kirisuto Kyōda，通稱「日本キリスト教團」、略稱「日キ」、「教團」）是日本國內新教33教派在1941年合同成立的合一教會（但日本新教主要宗派之一的日本聖公會從未整體加入過日本基督教團），自認爲繼承日本基督公會的公會主義的唯一團體。日本基督教團成立時受日本軍國主義的新體制運動影響很深，二戰後則逐步轉向自由主義神學。
目前日本基督教團是日本最大的基督新教團體，2022年時有107,224名教友、3172名神職人員。在基督宗教各團體中規模則僅次於天主教會。

## 歷史

### 戰前合同

#### 11部制合同
1941年，合同的新教33教派為維持各教派的傳統，編成以下的11部。
- 第一部……（舊）日本基督教會
- 第二部……日本美以美教會、日本美普教會、日本聖園教會
- 第三部……日本組合基督教會、日本基督同胞教會、日本福音教會、基督友會、基督會
- 第四部……日本浸信基督教團
- 第五部……日本福音路德教會
- 第六部……日本聖教會（殉道宗體系）
- 第七部……日本傳道基督教團（日本協同基督教會等）
- 第八部……日本聖化基督教團（日本同盟基督協會、日本自由美以美教會、日本拿撒勒人教會等殉道宗體系教會）
- 第九部……きよめ教會（聖化教會、殉道宗體系）、日本自由基督教會
- 第十部……日本獨立教會同盟（東京基督教會等）、聖書教会（今日本神召會）、聖靈教會、活水教會
- 第十一部……救世團（救世軍）（殉道宗神學體系）

### 戰後再形成

#### 教團殘留的教派
- 日本組合基督教會
- 美以美教會
- （舊）日本基督教會之一部份
- 美北浸禮會系之一部份
- 殉道宗教會之一部份
- 日本自由美以美教會之一部份

#### 教團脱離的教派
- （舊）日本基督教會之一部
- （舊）福音路德教會
- 美南浸信會系浸信會
- 美北浸禮會系浸信會之一部
- 殉道宗教會之一部
- 日本同盟基督協會之一部
- 日本自由美以美教會之一部
- 日本拿撒勒人教會之一部
- 参加教團的日本聖公會之一部
- 救世軍
- 東京基督教會

## 关联机构
- 東京神學大學
- 台灣基督長老教會 - 日本基督教團轄下7間台灣教會，為日本基督教團與台灣基督長老教會雙重所屬[3]

## 外部連結
- 日本基督教團 （页面存档备份，存于）